# Ali Hujwiri

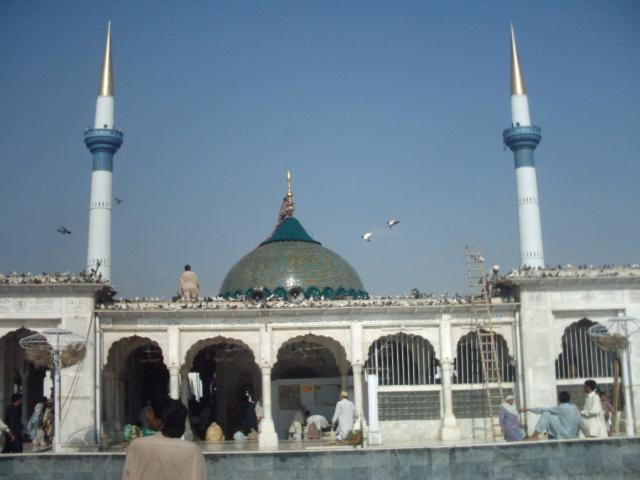
Data Durbar, Hujwiris helgedom i Lahore, Pakistan

Ali Hujwiri, död 1077 i Ghazna i Afghanistan, var en persisk sufisk mystiker. 
Hujwiri är författare till Kashf al-mahjub, det första sufiska prosaverket på persiska. Hujwiris skrifter bidrog starkt till islams spridning i Sydostasien.